# Viggo Frederik Møller
Viggo Frederik Møller (24. april 1887 i Odense – 24. marts 1955 i København) var forfatter og journalist. Viggo F. Møller var gift med Tove Ditlevsen fra 1940 til 1942.
Viggo F. Møller var søn af bankdirektør Fritz Julius Møller og Lovise Marie Frederikke Krohne. Han afbrød sin skolegang på Odense katedralskole, og blev derfor ikke student, for at komme i lære som journalist, han blev uddannet på Fyens Stiftstidende. Viggo F. Møller redigerede og udgav for egne midler de litterære tidsskrifter Ung dansk Litteratur og Vild Hvede, disse anses som forløbere for Hvedekorn.
Desuden har Viggo F. Møller sammen med Poul Sørensen og Arne Ungermann redigeret humørbladet Notabene.
Viggo F. Møller modtog i 1937 Gyldendals Herman Bang legat.